# Jacques Swaters
Jacques Swaters, född 30 oktober 1926 i Bryssel, död 10 december 2010 i Bryssel, var en belgisk racerförare. Han drev även privatstallen Ecurie Francorchamps och Ecurie Nationale Belge.

## Racingkarriär
1950 startade Swaters tillsammans med förarkollegerna Paul Frère och André Pilette stallet Ecurie Belgique. 1951 tävlade Swaters i formel 1 med stallets Talbot-Lago. 1952 gick Swaters vidare och startade tillsammans med Charles de Tornaco Ecurie Francorchamps, som tävlade i formel 1, formel 2 och sportvagnsracing.

## Stallchef
Swaters slutade tävla 1957 för att bli stallchef för nybildade Ecurie Nationale Belge (ENB), en sammanslagning av Ecurie Belgique, Ecurie Francorchamps samt Johnny Claes Ecurie Belge. Hos ENB började flera unga belgiska förare sin karriär, bland andra Olivier Gendebien och Lucien Bianchi.
Swaters lämnade ENB 1964 för att återuppta sportvagnsracingen med Ecurie Francorchamps. Stallet tävlade med Ferrari-bilar fram till 1982.

## F1-karriär
| Säsong | Stall/Tillverkare                  | Poäng | Placering |
| ------ | ---------------------------------- | ----- | --------- |
| 1951   | Ecurie Belgique (Talbot-Lago T26C) | 0     | -         |
| 1953   | Ecurie Francorchamps (Ferrari 500) | 0     | -         |
| 1954   | Ecurie Francorchamps (Ferrari 500) | 0     | -         |